# Fischbach (bei Kaiserslautern)

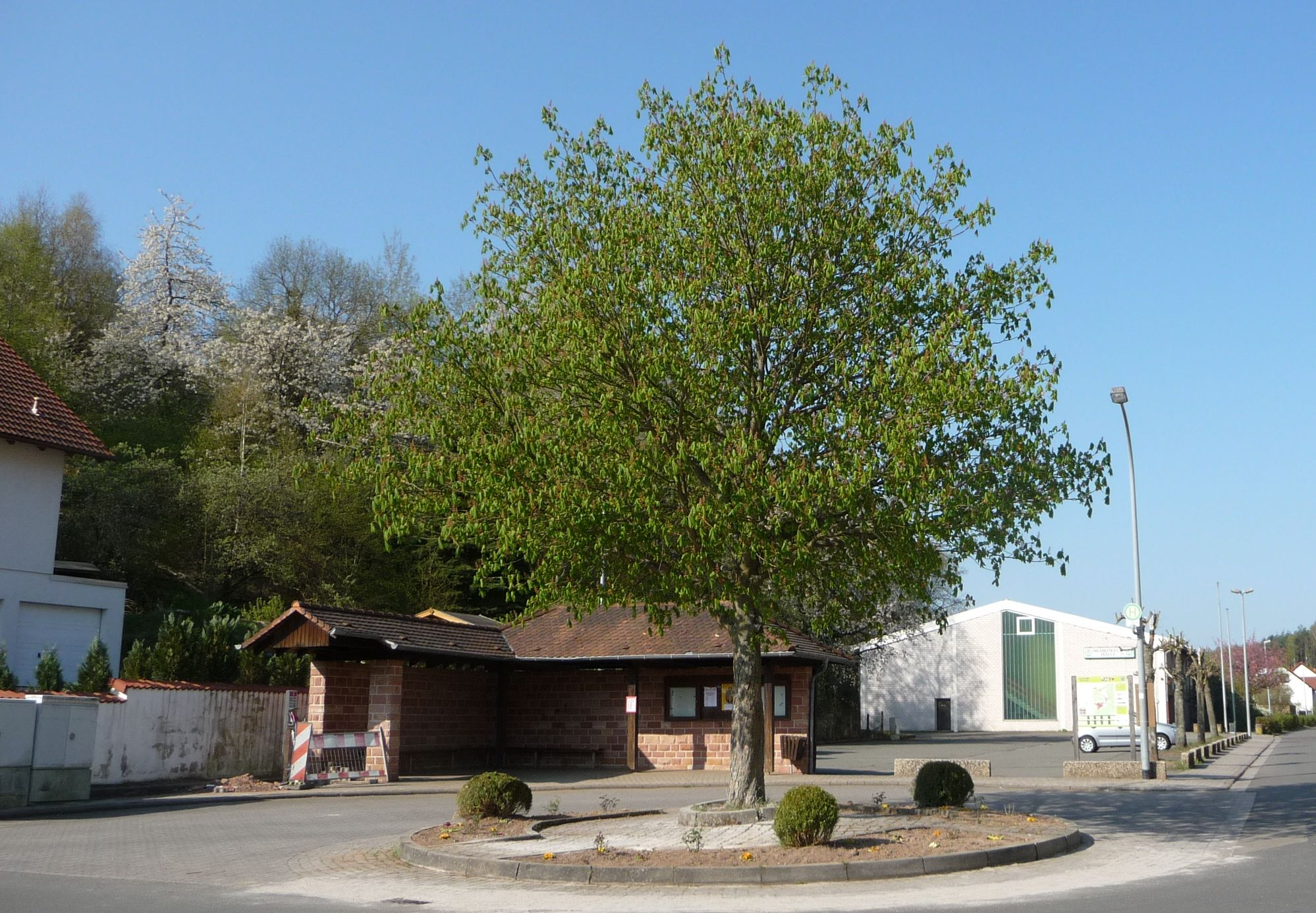
Die Dorflinde von Fischbach

Fischbach ist eine Ortsgemeinde im Landkreis Kaiserslautern in Rheinland-Pfalz. Sie gehört seit dem 1. Juli 2014 der Verbandsgemeinde Enkenbach-Alsenborn an, innerhalb derer sie gemessen an der Einwohnerzahl die zweitkleinste Ortsgemeinde darstellt.

## Geographie

### Lage
Die Gemeinde liegt im Pfälzerwald. Der Osten der Gemarkung liegt in dessen Teilbereich Diemersteiner Wald; dort befindet sich im äußersten Osten der Gemarkung das Langental. Ganz im Norden des Gemeindegebiets befindet sich der Altenhof. Nachbargemeinden sind, im Uhrzeigersinn, Enkenbach-Alsenborn, Wattenheim, Bad Dürkheim, Frankenstein (Pfalz), Hochspeyer und Kaiserslautern.

### Erhebungen
Im Osten erstreckt sich das Große Kieneck und nordwestlich von diesem der Große sowie der Kleine Hetzelkopf. Im westlichen Gemeindegebiet befinden sich der Harzkopf, das Mitteleck, der Hundsbrunnerkopf und der Mehlweiler Kopf. Unmittelbar an der Grenze zu Enkenbach-Alsenborn erheben sich der 421 m hohe Nußknick sowie der 419 m hohe Schlagbaumkopf und südlich von ihnen die Buchelköpfe.

### Gewässer
Mitten durch das Siedlungsgebiet verläuft der namensgebende Fischbach. Der Glasbach passiert in seinem Oberlauf für kurze Zeit den Osten des Gemeindegebiets. Dessen linker Zufluss Langentalbach bildet auf gesamter Länge die Gemarkungsgrenze zu Bad Dürkheim.

## Geschichte
Die erste urkundliche Nennung einer dort bestehenden Marien-Wallfahrtskapelle erfolgte 1221. Aus ihr entwickelte sich ab 1471 das Kloster Fischbach und in der Folge auch das zugehörige Dorf.
Bis Ende des 18. Jahrhunderts bildete Fischbach ein Kondominium, da es gemeinschaftlich zur Kurpfalz und den Grafen von Leiningen-Dagsburg gehörte. Von 1798 bis 1814, als die Pfalz Teil der Französischen Republik (bis 1804) und anschließend Teil des Napoleonischen Kaiserreichs war, bildete Fischbach mit dem benachbarten Hochspeier eine Gemeinde und war in den Kanton Kaiserslautern eingegliedert. 1815 wurde der Ort Österreich zugeschlagen. Bereits ein Jahr später wechselte der Ort wie die gesamte Pfalz in das Königreich Bayern. Von 1818 bis 1862 gehörte Fischbach – weiterhin mit Hochspeyer zu einer Gemeinde zusammengefasst – dem Landkommissariat Kaiserslautern an; aus diesem ging das Bezirksamt Kaiserslautern  hervor.
Seit 1939 ist Fischbach Bestandteil des Landkreises Kaiserslautern. Nach dem Zweiten Weltkrieg wurde der Ort innerhalb der französischen Besatzungszone Teil des damals neu gebildeten Landes Rheinland-Pfalz. Im Zuge der ersten rheinland-pfälzischen Verwaltungsreform wurde die Gemeinde 1972 der neu gebildeten Verbandsgemeinde Hochspeyer zugeschlagen. Seit 2014 ist Fischbach Bestandteil der Verbandsgemeinde Enkenbach-Alsenborn.

## Religion
Von 1400 bis 1418 wurde die örtliche Marien-Wallfahrtskapelle vom Kloster St. Jakob auf dem Donnersberg betreut. Bis Ende des 18. Jahrhunderts hatte Fischbach eine eigene Mennonitengemeinde, die anschließend in derjenigen im nahen Sembach aufging.

## Politik

### Gemeinderat
Der Gemeinderat besteht aus zwölf Ratsmitgliedern, die bei der Kommunalwahl am 9. Juni 2024 in einer personalisierten Verhältniswahl gewählt wurden, und dem ehrenamtlichen Ortsbürgermeister als Vorsitzendem. Bei der Kommunalwahl 2014 fand eine Mehrheitswahl statt.
Die Sitzverteilung im Gemeinderat:
| Wahl | SPD           | CDU           | FWG           | Gesamt   |
| ---- | ------------- | ------------- | ------------- | -------- |
| 2024 | –             | 3             | 9             | 12 Sitze |
| 2019 | –             | 3             | 9             | 12 Sitze |
| 2014 | Mehrheitswahl | Mehrheitswahl | Mehrheitswahl | 12 Sitze |
| 2009 | 4             | –             | 8             | 12 Sitze |
| 2004 | 4             | –             | 8             | 12 Sitze |

### Bürgermeister
Seit 2014 ist Sascha Leidner (FWG) Ortsbürgermeister. Bei der Direktwahl am 26. Mai 2019 wurde er mit einem Stimmenanteil von 70,59 % und am 9. Juni 2024 als einziger Bewerber mit 79,4 % jeweils für fünf weitere Jahre in seinem Amt bestätigt.
Leidners Vorgänger Wolfgang Vogel (FWG) hatte das Amt 2009 übernommen, nachdem er es als Erster Beigeordneter bereits kommissarisch geführt hatte, und kandidierte 2014 nicht erneut. Zuvor war Wolfgang Geigenberger Ortsbürgermeister von Fischbach.

## Kultur

### Kulturdenkmäler

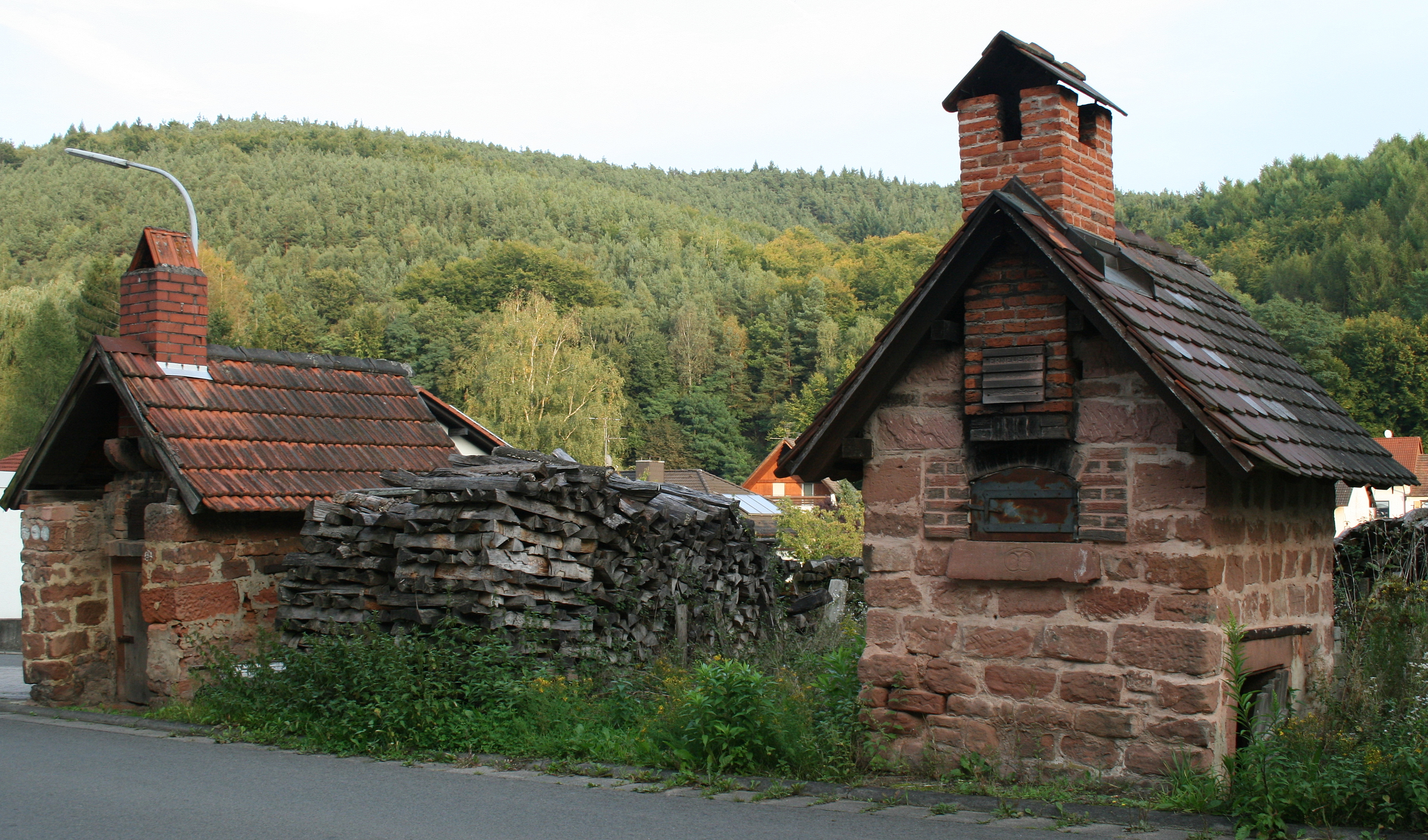
Denkmalgeschützte Backöfen

In Fischbach befinden sich insgesamt fünf Objekte, die unter Denkmalschutz stehen.

### Natur
Die Gemeinde liegt im Naturpark Pfälzerwald, der zum Biosphärenreservat Pfälzer Wald-Vosges du Nord gehört. Im Gemeindegebiet befinden sich vier Naturdenkmale, darunter der Sieben-Brunnen.

### Rittersteine

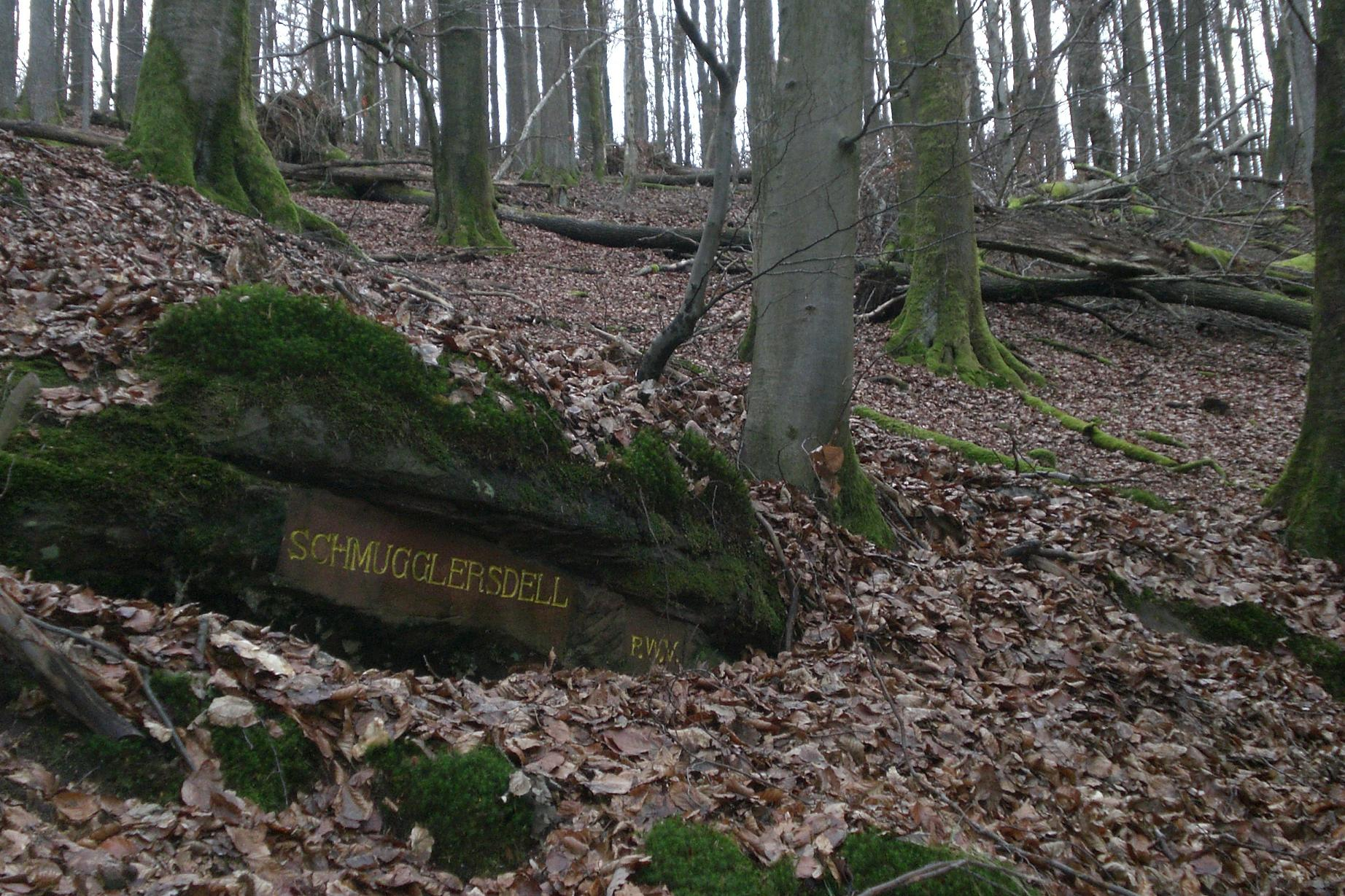
Ritterstein 177 Schmugglersdell auf der Gemarkung von Fischbach

Auf dem Gemeindegebiet befinden sich zahlreiche Rittersteine. Mehrere derjenigen, die sich im östlichen Gemeindegebiet befinden, verweisen auf Schanzen aus dem Ersten Koalitionskrieg.

### Veranstaltungen
Jährlich gibt es zum Fasching zwei Prunksitzungen an den beiden Samstagen vor dem Faschingswochenende. Am 1. Mai wird am Klosterbrunnen der Maibaum aufgestellt. Am ersten Adventswochenende gibt es am Klosterbrunnen ein Weihnachtsbaumschmücken mit Weihnachtsmarkt. Am 31. Dezember um Mitternacht findet ein Mitternachtstreff zum Jahreswechsel statt.

## Wirtschaft und Infrastruktur

### Wirtschaft
Ganz im Nordosten des Gemeindegebiets befindet sich das Forsthaus Schorlenberg.

### Verkehr
Die B 48, die von Bad Bergzabern nach Bad Kreuznach führt, verläuft direkt durch den Ort. Die nächste Autobahnanschlussstelle Enkenbach-Alsenborn (17) an der Bundesautobahn 6 in Richtung Saarbrücken und Waidhaus ist etwa drei Kilometer entfernt und befindet sich teilweise auf Fischbacher Gemarkung.
Nächstgelegene Bahnstation ist Hochspeyer an der Bahnstrecke Mannheim–Saarbrücken. Obwohl die in den Jahren 1870 und 1871 eröffnete Alsenztalbahn den Ort passiert, besaß er aufgrund seiner geringen Größe und der geringen räumlichen Distanz zu Hochspeyer nie einen eigenen Bahnhof. Jedoch befindet sich der Bahnhofteil Hochspeyer-Nord des nahen Hochspeyerer Bahnhofs auf der Gemarkung der Gemeinde, ebenso der südliche Teil des Altenhof-Tunnels. Zudem existiert die von der SWK Stadtwerke Kaiserslautern Verkehrs-AG betriebene Nachtbuslinie N 10, die zusätzlich bis nach Mehlingen führt.

### Tourismus
Durch den Osten der Gemarkung verlaufen der mit einem weißen Kreuz markierte Fernwanderweg Nahegau-Wasgau-Vogesen und einer mit dem Zeichenweiß-blauer Balken. Durch den Westen des Gemeindegebiets führen einer, der mit einem blau-gelben Balken gekennzeichnet ist und von Lauterecken nach Sankt Germanshof verläuft und eine mit einem weiß-grünen Balken markierte Route, die von der Oberen Eselsmühle in Enkenbach-Alsenborn bis nach Maikammer führt. Mitten durch das Siedlungsgebiet führt ein solcher, der mit einem grün-roten Balken markiert ist.

### Militär
Auf dem Gemeindegebiet befand sich einst das Fischbach Terminal Station (FSH) der Seventh United States Army, das 1992 aufgegeben wurde.

### Bildung
Fischbach verfügt über den Kindergarten Mäuseburg.

### Sport
Die erste Badminton-Mannschaft des SV Fischbach 1959 spielt in der zweiten Bundesliga und war 2008 deutscher Meister U19.

## Söhne und Töchter der Gemeinde
- Johannes Möllinger (1739–1815), deutscher Uhrmacher
- Karl Kleeberger (1862–1944), Lokalhistoriker
- Franz Kraus (28. März 1914 – 7. Juni 1994), Lehrer, Verbreiter der geistchristlichen Lehre in Deutschland
- Achim Albrecht (* 1959), Rechtswissenschaftler